# Уикс, Джон (композитор)
Джон Бернард Уикс (англ. John Bernard Weeks; род. 1949, Ромфорд, Эссекс) — британский композитор.
Учился в Королевском колледже музыки (1968—1971), ученик Джона Ламберта. Затем, однако, отказался от профессиональной музыкальной карьеры, сочиняя музыку исключительно для собственного удовольствия — и представляя свои сочинения на различные музыкальные конкурсы. Джон Уикс дважды выиграл международный Конкурс имени королевы Елизаветы в композиторской номинации — в 1982 году с Пятью литаниями для оркестра и в 1995 г. с сочинением «Requiescat». Кроме того, в 1983 году он был удостоен Бостонским университетом премии имени Лили Буланже за композицию «Одиночество и возвращение» (англ. Solitude and Return) для женского хора и оркестра, а в 1986 г. выиграл конкурс имени Джеральда Финци в Лондоне с «Ночными сценами» для шести исполнителей.